# The Celestial Toymaker
A The Celestial Toymaker a Doctor Who sorozat huszonkettedik része, amit 1966. április 2.-e és 23.-a között sugároztak.

## Történet
A Doktor és társai egy különös helyen, a Játékkészítő birodalmában kötnek ki. Szabadulások ára, hogy mindenféle játékban kel részt venniük.

## Epizódok listája
| Epizódok listája  | Bemutató napja    | Hosszúsága | Nézők száma (millió) | Formátum                         |
| ----------------- | ----------------- | ---------- | -------------------- | -------------------------------- |
| Az égi játékterem | 1966. április 2.  | 24:40      | 8                    | Csak állóképek és/vagy töredékek |
| A babák csarnoka  | 1966. április 9.  | 24:45      | 8                    | Csak állóképek és/vagy töredékek |
| A táncoló padló   | 1966. április 16. | 24:10      | 9,4                  | Csak állóképek és/vagy töredékek |
| A végső teszt     | 1966. április 23. | 23:57      | 7,8                  | 16 mm t/r                        |

## Könyvkiadás
A könyvváltozatát 1986. júniusában adták ki.

## Otthoni kiadás
- VHS-n a megmaradt negyedik epizódot 1991-n adták ki.
- DVD-n a megmaradt negyedik epizódot 2004 novemberében adták ki.

### Fordítás
- Ez a szócikk részben vagy egészben  a   The Celestial Toymaker című angol Wikipédia-szócikk fordításán alapul.  Az eredeti cikk szerkesztőit annak laptörténete sorolja fel. Ez a jelzés csupán a megfogalmazás eredetét és a szerzői jogokat jelzi, nem szolgál a cikkben szereplő információk forrásmegjelöléseként.